# Michael Calfan
Michael Calfan es un DJ y productor francés de música electrónica.

## Biografía
Michael Calfan nació en 1990 y es oriundo de París, Francia. Inspirado en los grandes artistas del french touch, especialmente Modjo, Daft Punk y Demon, en 2008, fue descubierto por Bob Sinclar quien lo presentó como uno de los artistas más prometedores de su sello Yellow Productions.
A fines de 2011, el productor sueco Axwell lo incorpora a su discográfica Axtone Records para el lanzamiento de "Resurrection" que a su vez se convirtió en un éxito en las pistas de baile, obteniendo la primera posición durante más de un mes en la lista de ventas del portal digital Beatport.
En 2012, lanzaría la producción llamada "Mozaik" por Stealth Records, el sello de Roger Sanchez, y realizó destacadas remezclas para David Guetta de los sencillos "Turn Me On" y "She Wolf (Falling to Pieces)" y para Dimitri Vegas & Like Mike del sencillo "Momentum".
En 2013 lanzó producciones en colaboración del sueco John Dahlbäck y el holandés Fedde Le Grand.
En 2014 lanzó para Spinnin' Records los sencillos "Prelude" (ingresó en el Billboard Dance/Mix Show Airplay) y "Treasured Soul", el cual alcanzó el número 17 en la lista de sencillos del Reino Unido en abril de 2015.
"Mercy" y "Breaking the Doors" fueron sus sencillos sucesores, mostrando su evolucionado sonido, que llevó al lanzamiento de "Nobody Does It Better" en 2016.
En 2018 lanzó a través de Warner Music los sencillos "On You", "Got You" y "It's Wrong".

## Discografía

### Sencillos y EP
- 2008: The World [ Kitschy Rec. ]
- 2008: Twisted Bitch [ Yellow Productions ]
- 2010: Galactiça [ Yellow Productions ]
- 2010: Go [ Yellow Productions ]
- 2010: She Wants It [ Yellow Productions ]
- 2010: Ching Choing (con Kaye Styles) [ Yellow Productions ]
- 2010: Disco Inferno [ Yellow Productions ]
- 2011: The Bomb [ Yellow Productions ]
- 2011: Black Rave EP [ Yellow Productions ]
  - "Black Rave"
  - "Leather"
  - "Spider"
- 2011: Resurrection [ Axtone Records/Spinnin' Records ]
- 2012: Mozaik [ Stealth Records ]
- 2013: Let Your Mind Go (con John Dahlbäck feat. Andy P) [ Spinnin Records ]
- 2013: Michael Calfan & Gregori Klosman – GIG [Size Records]
- 2013: Lion (Feel The Love) (con Fedde Le Grand) [ Flamingo Records ]
- 2013: Falcon [ Protocol Recordings ]
- 2014: Feel the Love (con Fedde Le Grand feat. Max'C) [ Flamingo Records ]
- 2014: Prelude [ Spinnin Records ]
- 2014: Treasured Soul [ Spinnin' Records/Warner Music ]
- 2015: Mercy [ Spinnin Records ]
- 2015: Breaking the Doors [ Spinnin' Records/Warner Music ]
- 2016: Nobody Does It Better [ Spinnin' Records/Warner Music ]
- 2016: Brothers [ Spinnin Records ]
- 2016: Thorns (feat. Raphaella) [ Spinnin Records ]
- 2016: Over Again [ Spinnin Deep ]
- 2018: On You [ Warner Music ]
- 2018: Got You [ Warner Music ]
- 2018: It's Wrong (feat. Danny Dearden) [ Warner Music ]
- 2019: Wild Game (feat. Monique Lawz) [ Spinnin Records ]
- 2019: Could Be You (feat. Danny Dearden) [ Spinnin Deep ]
- 2020: No Lie (con Martin Solveig) [ Warner Music ]
- 2020: Call Me Now (con INNA) [ Spinnin Records ]
- 2020: Last Call [ Spinnin Records ]
- 2021: Imagining (feat. Gabrielle Aplin) [ Warner Music ]
- 2021: Bittersweet [ Spinnin Records ]
- 2021: Body [ Spinnin Records ]
- 2021: Silhouette (feat. Coldabank) [ Spinnin Records ]
- 2022: Blinded By The Lights (feat. IMAN) [ Warner Music ]
- 2022: Better (con Leo Stannard) [ Musical Freedom ]
- 2022: 3, 2, 1 (con Nadia Ali) [ Spinnin Records ]
- 2022: Eighteen [ Spinnin Records ]
- 2022: Fall To Pieces (con Selva feat. Jex) [ Spinnin Records ]
- 2022: Deals With God (feat. Hannah Boleyn) [ Spinnin Records ]
- 2022: DM ME [ Spinnin Records ]
- 2023: Going Round Again (feat. Ayoni) [ Spinnin Records ]

Sin lanzamiento oficial
- La Groupie Du Pianiste - Michel Berger (Michael Calfan Remix)

### Remixes
- 2010: Bob Sinclar & Sahara Feat. Shaggy – I Wanna
- 2010: SomethingALaMode feat. K Flay – 5am
- 2010: Lyszak – Tonight
- 2010: Louis Botella & DJ Joss – Change the World
- 2010: Sunny Bee – Shake It Girl
- 2011: Bob Sinclar feat. Sean Paul – Tik Tok
- 2011: Jidax – Get Crushed
- 2011: Michael Canitrot & Ron Carroll – When You Got Love [Aime Music]
- 2011: David Guetta feat. Nicki Minaj – Turn Me On [EMI]
- 2012: Bob Sinclar feat. Raffaella Carrà - Far l'amore [Yellow Productions]
- 2012: Bob Sinclar feat. Snoop Dogg – Wild Thing [Yellow Productions]
- 2012: Fatboy Slim – Praise You (Michael Calfan private edit) [Skint Records]
- 2012: David Guetta feat. Sia – She Wolf (Falling to Pieces) [Jack Back Records]
- 2012: Dimitri Vegas, Like Mike & Regi – Need You There (Momentum) [Spinnin' Records]
- 2012: Dennis Ferrer – Hey Hey Momentum (Bob Sinclar & Michael Calfan Edit)
- 2013: Marcus Schossow – Reverie [Axtone Records]
- 2013: Afrojack feat. Spree Wilson – The Spark [Wall Recordings]
- 2014: Switchfoot – Who We Are [Atlantic Records]
- 2015: Oliver Heldens – Koala [Spinnin' Remixes]
- 2015: Major Lazer feat. Ellie Goulding & Tarrus Riley – Powerful
- 2015: Duke Dumont – Ocean Drive
- 2016: The Magician feat. Brayton Bowman – SHY
- 2018: Years & Years – Sanctify (Michael Calfan's Prayer Remix)
- 2018: Zak Abel – Love Song (Michael Calfan Romance Remix)
- 2018: Cash Cash feat. Abir – Finest Hour